# Passo Duran
Il passo Duran (letto Duràn, 1605 m s.l.m.) è un valico alpino delle Dolomiti di Zoldo, in Veneto, situato interamente nella provincia di Belluno, fra i comuni di La Valle Agordina e Val di Zoldo, mettendo in comunicazione l'Agordino con la Val di Zoldo.

## Descrizione
Il passo è posto in una conca abbastanza larga sita tra i monti San Sebastiano e Moiazza. 
Dal passo è possibile raggiungere vari posti, come Malga Duran, il rifugio Bruto Carestiato e il Monte Framont.
La strada proveniente da Agordo è interamente asfaltata. La salita misura una lunghezza di 12,5 km per un dislivello complessivo di 990 m, per una pendenza media dell'8%, con picchi del 15%.
Oltre a numerosi passaggi del Giro d'Italia, fa parte del percorso della Granfondo Sportful. Sul passo sono presenti due ristoranti; c'è anche una chiesetta eretta dagli alpini, in cui si celebra la seconda domenica di agosto la festa degli alpini (festa dei alpìn).